# تحلیل فضایی
تحلیل فضایی یا آمار فضایی عمدتاً به روش‌ها و تکنیک‌هایی گفته می‌شود که پدیده‌ها را با درنظر گرفتن ویژگی‌های توپولوژیک، هندسی و جغرافیایی آنها مطالعه می‌کند. استعمال و کاربرد این واژه نخستین بار توسط فرد کی. شیفر جغرافیدان آلمانی صورت گرفت زمانی که او در انتقاد از مکتب جغرافیای ناحیه‌ای یا افتراق مکانی از مفهوم فضا برای تدوین قوانین و نظریه علمی الهام گرفت. در زبان فارسی واژه انگلیسی space معادل با فضاست، درحالی‌که محل استقرار برابر با location و مکاننیز مترادف با place است. متأسفانه برخلاف وجود معادل فارسی برای space در بسیاری از کتاب‌ها و مقاله‌ها به جای واژه تحلیل فضایی، از تحلیل مکانی استفاده می‌شود و فضایی مترادف با مکانی یا locational در نظر گرفته می‌شود، درحالی‌که مکان‌ها نقاطی ثابت بر روی فضاست. در دنیای غرب ضمن تأکید بر مقوله فضا معمولاً با افزودن عبارت ژئو پیش از واژهٔ فضا، مراد را از فضای بیرونی و ماورای جو به فضای زمینی (Geospatial) بیان می‌کنند. خواننده باهوش و متفکر تیزبین باید بارها از خود بپرسد که چرا این سه واژه هر یک بار مفهومی جداگانه‌ای را دارند؟ چه فلسفه‌ای پشت این تعابیر پنهان است و چرا دنیای غرب با پیشرفت‌های برق‌آسا تا به این حد بر کاربست این مفاهیم در سپهرهای جداگانه پافشاری می‌کند.

## یک مثال ساده
شاید یک مثال ساده در تمییز مفاهیم موقعیت مکانی (Location)، مکان (Place) و فضا (Space) این باشد که موقعیت‌های مکانی نقاطی با مشخصه طول و عرض جغرافیایی و بدون هویت اجتماعی، فرهنگی و سیاسی و تهی از معنا باشد (همچون یک نقطه پرت در صحرای عربستان یا یک نقطه بین شهر تهران و کرج که بدون هویت برای شخص است)، درحالی‌که مکان به موقعیت‌های مکانی معنادار و با هویت گفته می‌شود. به‌عنوان مثال میدان انقلاب، شهر تهران، ایران یا خاورمیانه این در مورد طبیعت نیز صادق است. فضا در علوم زمین و علوم اجتماعی چیزی فراتر از این دو و انتزاعی است، همچون ظرفی است که این نقاط در درون آن قرار می‌گیرند. در سیستم دکارتی به صورت x و y تعریف می‌شود همان‌که کره زمین را به صورت شبکه‌بندی شده نشان می‌دهند و نقاط را بر روی آن می‌آورند. به اتاق خالی می‌ماند که هنوز ملزومات خود را بر روی آن نچیده‌اید و به محض آن‌که آن را چیدید، حال می‌توانید بگویید کتابخانه‌تان در کدام بخش از این فضا قرار گرفته‌است. یا نقشه کره زمین که کشور، شهر یا خانه‌تان را پیدا می‌کنید یا آسمان که ستاره‌ها در آن می‌درخشند، از هم فاصله دارند یا پرنورتر و کم‌نورترند. البته این تفسیری مطلق از فضا است. برداشت فضای نسبی و فضای رابطه‌ای نیز وجود دارد که در این صورت فضای جغرافیایی مورد نظر ما قدری واقعی‌تر، فلسفی‌تر و پیچیده‌تر می‌شود که نیازمند فهمی فراپوزیتویستی است.

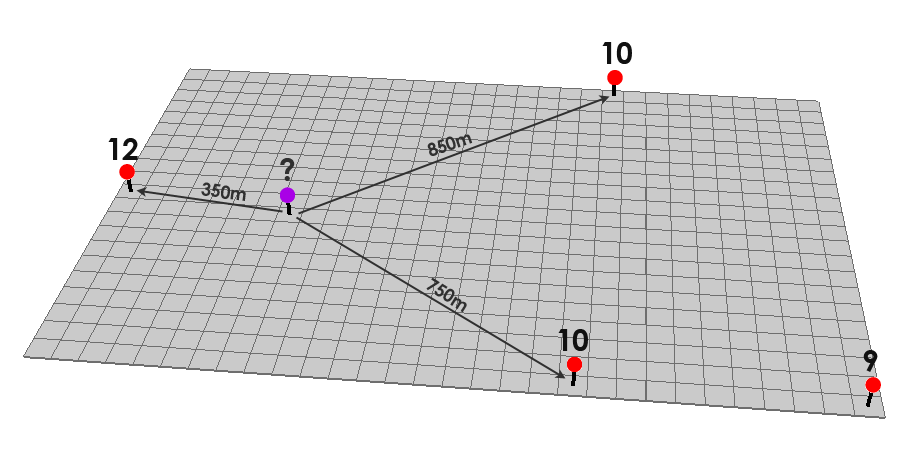
تصویر بالا به وضوح چیستی فضا را نشان می‌دهد. همان‌طور که ملاحظه می‌شود با استفاده از چهار موقعیت مکانی (Location) معلوم بر روی فضا (Space) به همراه ویژگی‌های توصیفی هر کدام از آنها، میزان ارزش یک نقطه مجهول سنجیده می‌شود. درونیابی فضایی از قانون اول جغرافیا تغذیه می‌کند که در آن پدیده‌های نزدیک بیشتر از پدیدهای دور در کانون توجه است.

## آبشخور فلسفی
پاردایم جغرافیا به منزله علم فضایی این امکان را به رشته جغرافیا داد تا از ریاضی و قوانین فیزیک در بررسی پدیده‌های جغرافیایی استفاده و از این رو این رشته را وارد علوم اثباتی و تجربی کند چرا که در پاردابم ناحیه‌ای جغرافیا در قامت یک علم توصیفی و طبقه‌بندی محور باقی مانده بود. جغرافیا بارها به سبب توصیفی بودن یا کورولوژیک بودن از جوانب مختلف از لحاظ هستی شناختی و سودمندی برای جامعه در معرض اتهام بود به طوریکه قضیه تا به آن حد پیش رفته بود که سبب تعلیق رشته جغرافیا انجامیده بود (به عنوان مثال؛ لغو کلیه برنامه‌های جغرافیا در دانشگاه هاروارد به سال ۱۹۴۸ که از آن با عنوان «جنگ آکادمیک بر سر رشته جغرافیا» یاد می‌شود). بااین‌حال فرد کی. شیفر با انتشار مقاله انتقادی استثناگرایی در جغرافیا: یک بررسی روش شناختینور تازه‌ای به راه‌های تاریک تاباند، این راه بعدتر توسط همفکرانش دنبال شد. امروزه با چرخش فرهنگی جغرافیا اندیشیدن دربارهٔ فضا نیز دستخوش تغییر شده‌است.

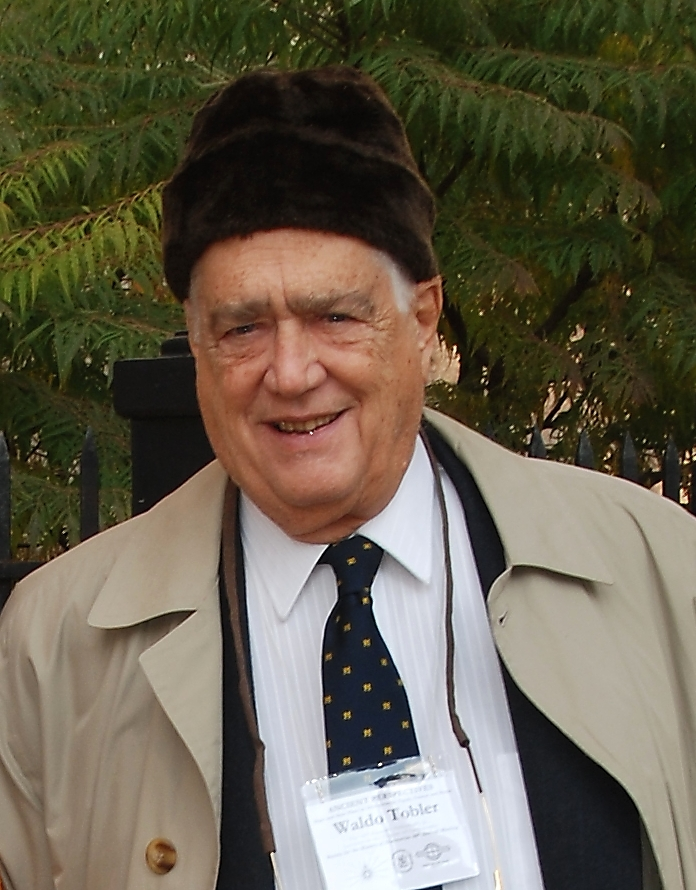
والدو توبلر واضع قانون اول در جغرافیا

تأکید بر فضا علی‌رغم مکان این امکان را به پژوهشگر می‌دهد تا پدیده‌ها جغرافیایی را نخست از منظر فاصله آن پدیده با پدیده‌های پیرامونی بررسی کند چرا که فضا تنها امکانی است که می‌توان فاصله دو نقطه را بر روی آن محاسبه کرد (نگاه کنید به فاصله اقلیدسی و فاصله منهتن). دوم اینکه؛ پدیده‌های جغرافیایی دائماً در حرکت هستند مانند حمل‌ونقل، گسترش یا پخش یک بیماری ویروسی یا آتش‌سوزی جنگل‌ها همه در بعد زمان و فضا در حال حرکت هستند؛ بنابراین به بستری برای این حرکت نیاز است، همان‌طور که تورستن هاگستراند در نظریه پخش فضایی آن را مورد بحث قرار داد. پیشرفت‌های جدید در مصورسازی جغرافیایی و فضایی برای مثال؛ متحرک‌سازی در محیط سیستم اطلاعات جغرافیایی بیش از پیش فضای جغرافیایی که حرکت جزء اصلی آن است را برجسته می‌کند. همچنین تأکید بر فضا بنا بر اصل اول جغرافیا «همه چیزها با چیزهای دیگر مرتبط هستند اما چیزهای نزدیک بیشتر از چیزهای دور مرتبط‌اند» وابستگی فضایی را نیز یادآور می‌شود. به این ترتیب که پدیده‌های جغرافیایی نه صرفاً با مکان قرارگیری آن، بلکه بنا بر مشترکات خصیصه‌ای و فاصله فضایی آن با پدیده‌های پیرامونی نیز سنجیده می‌شود. اسری یا ازری، بزرگ‌ترین شرکت در حوزه تولید نرم‌افزارهای سیستم اطلاعات جغرافیایی (GIS)، از این قانون در بسیاری از تحلیل‌های فضایی مرتبط از دورن‌یابی فضایی گرفته (برای مثال کریجینگ) تا آمار فضایی (برای مثال خودهمبستگی فضایی) به کرات استفاده کرده‌است.

### توسعه قانون اول جغرافیا
لارن بنت جغرافیدان و رهبر گروه تحقیق و توسعه در تحلیل فضایی و علم داده شرکت ازری و دیگر همکارانش، به‌تازگی به تاسی از قانون اول جغرافیا، قانون دیگری را در این ارتباط پیشنهاد داده‌اندکه به شرح زیر است:
«همه چیزها با چیزهای دیگر مرتبط‌اند، اما چیزهای نزدیک و اخیر [فاصله زمانی نزدیک] بیشتر از چیزهای دور مرتبط‌اند.»
".Everything is related to everything else but near and recent things are more related than distant things"
ابزار تحلیلی مکعب فضا-زماندر نرم‌افزار آرک جی آی اس پرو با استفاده از این قانون توسعه یافته‌است. مکعب فضا-زمان این امکان را می‌دهد تا یک پدیده که در فضایی جغرافیایی (برای مثال دزدی، تعداد پروانه‌ای صادره برای ساخت‌وساز در یک شهر، اعتراضات و شورش‌ها) رخ می‌دهد را در طول زمان مورد مطالعه قرار داده و الگوهای آن را شناسایی کنید.

## اندیشمندان ایرانی و مواجه با تحلیل فضایی
با مراجعه به کتاب‌های مرجع جغرافیایی همچون اندیشه‌های نو در فلسفه جغرافیا تألیف زنده‌یاد دکتر حسین شکوئی، پرفسور بهلول علیجانی با نگارش کتاب‌ها و مقاله‌های مختلف همچون مقاله پُراستناد تحلیل فضایی و عباس سعیدی عضو هیئت علمی بازنشسته جغرافیا در دانشگاه شهید بهشتی و عضو شورای عالی مرکز دائرة المعارف بزرگ اسلامی با نگارش پُراستنادترین مقالات در حوزه برنامه‌ریزی فضایی و فلسفه جغرافیا مُهر تأییدی است بر ترجمه و استعمال درست این واژه. سعیدی همچنین با تعریف فیلد پژوهشی و کاری «مطالعات جغرافیایی و برنامه‌ریزی فضایی» نقش بسزایی در گسترش و اشائه دانش جغرافیا (جغرافیای طبیعی، جغرافیای انسانی و سیستم اطلاعات جغرافیایی/ سنجش از دور) در بدنه برنامه‌ریزی شهری، برنامه‌ریزی روستایی و آمایش سرزمین ایفا کردند.
علیجانی بارها از این پاردایم جغرافیایی دفاع کرده و قطب علمی تحلیل فضایی در دانشگاه خوارزمی را بنیان نهاده‌اند. ایشان تحلیل فضایی را پاردایم مسلط در جغرافیا و سطح اولیه مطالعه جغرافیا نامیده‌اند. با این حال جغرافی‌دانانی همچون دیوید هاروی و ادوارد سوجا که خود از مروجان این پاردایم بوده‌اند، به کرات انتقادات کوبنده‌ای را متوجه این جریان داشته‌اند. همچنین در ایران نیز این انتقادها از طرف حسن افراخته استاد دانشگاه خوارزمی با انتشار مقاله‌هایی همچون تحول پارادایمی در اقتصاد فضا(عبور از رویکرد تحلیل فضایی) و نقدی بر پارادایم تحلیل فضایی از منظر جغرافیای اقتصادی رابطه ای صورت گرفته‌است. اگر هدف علم کشف حقیقت باشد، نباید در توصیف معلول‌ها باشد بلکه باید دلایل و ساختارهای اجتماعی و سیاسی پست ظواهر پدیده‌های جغرافیایی را نیز مورد بررسی قرار دهد. به عنوان مثال در بررسی خشکسالی‌ها و کم‌آبی در بخش‌ها مختلف کشور متوجه می‌شویم که برخی از مناطق نسب به مناطق دیگر از وخامت بیشتری برخوردارند. در توضیح این وضعیت با روی‌هم‌گذاری لایه‌های وضعیت اقلیمی و اقتصادی متوجه دلایل الگویابی فضایی می‌شویم. با این‌حال، ساختارهای و سیاست‌های بی‌تدبیرانه ملی و تغییرات اقلیمی جهانی و استفاده بیش ازحد از سوخت‌های فسیلی نشان می‌دهد پدیده‌ها نه مختص آن ناحیه جغرافیایی بلکه فرآیندهای جهانی است. از این‌رو: بسیاری پیشنهاد می‌دهند، به جای این سؤال که چرا پدیده در آنجا رخ می‌دهند. این سؤال پیش آید که چرا اصولاً پدیده‌هایی همچون فقر، مسائل زیست‌محیطی، نابرابری قومی و نژادی، امکانات و خدمات شهری خوشه‌ای می‌شوند. لازم به یادآوری است این انتقادها به هیچ‌وجه نمی‌تواند از وجهه علمی تحلیل فضایی بکاهد، بلکه بنابر اهداف پژوهش و پژوهشگر می‌توان از قابلیت تحلیل فضایی در حل بسیاری از مشکلات مکانی-فضایی بهره گرفت.

## داده‌های فضایی
داده‌های فضایی (Spatial Data) و همین‌طور داده‌های جغرافیایی که در ایران بیشتر با عنوان داده مکانی (Location Data) شناخته می‌شود به هر گونه اطلاعاتی گفته می‌شود که توصیف‌کننده عارضه‌ها و رخدادها با محل استقرار آن بر روی سطح زمین یا در نزدیکی آن است. صفت فضایی در اینجا اشاره به فضای جغرافیایی دارد.
داده‌های فضایی اطلاعات موقعیت مکانی (مختصات آن بر روی زمین در قالب طول و عرض جغرافیایی) و اطلاعات توصیفی (ویژگی پدیده‌ها) با اطلاعات زمانی (تاریخ و زمان) را باهم دربر می‌گیرد. موقعیت مکانی می‌تواند ثابت و موقتی (همچون؛ زمین لرزه‌ها یا وقوع یک جرم) یا پویا (همچون؛ حرکت وسائط نقلیه و عابرین پیاده یا شیوع یک بیماری ویروسی) باشد. این داده‌ها همچنین هندسه عارضه‌ها را نیز به صورت دیداری نشان می‌دهند.

## علم داده فضایی (داده‌کاوی فضایی)
بسیاری عصر حاضر را بهترین زمان برای ورود و درگیری در حیطه علم داده فضایی یا قدری واضح‌تر داده کاوی فضایی می‌نامند. از یک طرف ما جغرافیدانان، زمین‌شناسان، برنامه ریزان فضایی، شهرسازان، محققان و تحلیلگران و … را داریم که از موقعیت مکانی داده‌ها به عنوان هسته اصلی پژوهش‌های خود برای سالیان دور و درازی استفاده می‌کنند و از طرف دیگر ما بسیاری از دیتاساینتیست‌ها (دانشمندان داده) را با پیش‌زمینه در آمار، علوم کامپیوتر و برنامه‌نویسی داریم که مشتاقانه به بررسی این موضوع می‌پردازند که چطور می‌توان با استفاده از موقعیت جغرافیایی داده‌ها مدل‌های بهتر خلق کرد. ازاین‌رو؛ علم داده فضایی جایی است که این دو حیطه به هم وصل می‌شوند.
آنچه که علم داده فضایی یا دانشمندان علم داده فضایی را با علم داده متمایز می‌کند، این است که آن‌ها تنها از آمار کلاسیک برای بیان و تحلیل فضایی داده‌های مکان‌دار استفاده نمی‌کنند، بلکه آن‌ها از تکنیک‌هایی بهره می‌برند که از مشخصه‌های فضایی داده‌ها نظیر شکل، اندازه، مساحت، جهت، نزدیکی و همسایگی حاصل می‌شود.

## نقشه راه تحلیل فضایی
پروفسور بهلول علیجانی با نگارش مقاله کلیدی تحلیل فضایی اصول کلی تحلیل فضایی را به تفصیل و در عمل شرح داده‌اند. ما در این بخش به توضیحات ایشان در این ارتباط رجوع خواهیم کرد. ایشان در نتیجه‌گیری تحلیل فضایی را این چنین تعریف کرده‌اند " فرآیند تحلیل فضایی توصیف چگونگی و استدلال چرایی پراکندگی را شامل می‌شود نتیجه این فرآیند تولید دانش علمی مستند و، نهایتا، تبیین پراکندگی هاست". ایشان در ادامه می‌افزایند که " [بعد از آنکه مراحل پیشین انجام گرفت] نوبت به برنامه‌ریزی فضایی [در ایران آمایش سرزمین] می‌رسد.
با توجه به مطالب بالا زمینه‌ها یا موضوعات مطالعهٔ تحلیل فضایی به شرح زیر خلاصه شده‌اند مطالب عیناً از مقاله تحلیل فضایی از پروفسور علیجانی گرفته شده‌است:

### توصیف چگونگی پراکندگی‌ها
اولین کار مطالعهٔ جغرافیایی یا تحلیل فضایی شرح ساختار پراکندگی‌هاست. منظور از ساختار وجود هر نوع رفتار فضایی به غیر از حالت تصادفی است. پراکندگی داده‌های جغرافیایی تصادفی نیست. هر نوع پراکندگی یک الگو نامیده می‌شود و یک رفتار فضایی خاصی دارد که بر اثر دلیل خاصی ایجاد شده‌است؛ مثلاً پراکندگی و کاهش تراکم درختان در دامنهٔ شمالی البرز به دلیل تغییرات میزان بارندگی و رطوبت خاک است. برای شناخت ساختار غیر تصادفی پراکندگی‌ها از شاخص‌های آماری متعددی استفاده می‌شود. پس از شناسایی ساختار پراکندگی. ویژگی‌های کلی آن مانند میانگین و واریانس فضایی بررسی می‌شود. نخستین گام برای شناخت ساختار پراکندگی‌ها مطالعهٔ اکتشافی آن‌هاست که با مشاهده و اندازه‌گیری‌های کمی ساختار کلی به دست می‌آید؛ مثلاً دربارهٔ فراوانی سرماهای خسارت‌بار در ایران متوجه می‌شویم که در مناطق کوهستانی از مناطق جلگه‌ای است. در مرحلهٔ تحقیق توصیفی. جغرافی‌دان برای تبدیل یافته‌های اکتشافی به دانش علمی در پی نظریه‌سازی است و این نظریه را به صورت فرضیه درمی‌آورد و آزمون می‌کند. در صورت تأیید آن ساختار غیرتصادفی پراکندگی شناخته می‌شود. ناهمگنی فضایی پراکندگی با استفاده از شاخص واریانس فضایی اندازه‌گیری می‌شود. از روی این شاخص نواحی جغرافیایی شناسایی می‌شود. ساختار فضایی یا رفتار غیرتصادفی به دو صورت مشاهده می‌شود. ساختار منطقهای تغییر منظم پراکندگی را در کل منطقه نشان می‌دهد و بر اساس مدل‌های زمین‌آمار مانند رگرسیون و پا سطوح روند مطالعه می‌شود. ساختار محلی در هر نقطه‌ای تا شعاع معینی مشاهده می‌شود و با استفاده از شاخص‌هایی مانند واریوگرام شناسایی می‌شود.
ساختار فضایی همان نظم مکانی است که جغرافیدان در مطالعه پراکندگی‌ها به دست می‌آورد. اگر این نظم مکانی در نقاط متعدد جهان دیده شود، به صورت قانون فضایی مطرح می‌شود؛ مثلاً اگر دما در اکثر نقاط جهان با ارتفاع کاهش یابد به صورت قانون «کاهش دما با ارتفاع» بیان می‌گردد؛ بنابراین نتیجهٔ نهایی توصیف چگونگی پراکندگی‌ها ساختن نظریه‌هاست. با عنایت به اینکه روش اصلی مطالعه در توصیف پراکندگی‌ها استقراء است و یافته استقرایی هم صددرصد نیست. یافته حاصل نمی‌تواند قانون تلقی شود. در نتیجه تئوری یا قانون تجربی گفته می‌شود. این تئوری یا نظریه ممکن است بعداً اصلاح یا تغییر یابد.
شناسایی تغییرات در امتداد مولفه‌های مکان یعنی عرض و طول و ارتفاع نیز توصیف است و نه استدلال. شناسایی رابطهٔ فضایی بین دو پراکندگی هم مانند رابطهٔ بین رطوبت خاک و تراکم پوشش گیاهی برای اولین‌بار توصیف نامیده می‌شود. در واقع نگرش انسان و محیط در این چهارچوب قرار می‌گیرد یعنی جغرافی‌دان می‌کوشد تا رابطهٔ فضایی بین پراکندگی انسان و منابع طبیعی را (مانند آب و خاک و پوشش گیاهی) مطالعه کند. پس معلوم می‌شود که نگرش تحلیل فضایی عمیق‌تر و گسترده‌تر از دیگر نگرش‌هاست و همه آنها را در بر می‌گیرد. دستاورد نهایی تحقیق توصیفی موارد زیر است:
- شرح ویژگی‌های عمومی پراکندگی مانند میانگین و واریانس و کوواریانس و ضریب تغییرپذیری و بیضی استاندارد؛
- شناخت ساختار پراکندگی؛
- شناسایی روند تغییرات منطقه‌ای در راستای مولفه‌های مکان و هر امتداد دیگری؛
- شناسایی ناحیه‌های ممکن بر اساس یک یا چندمتغیره
- شناسایی رابطهٔ فضایی بین دو یا چند متغیر؛ رابطه انسان و محیط در این دستاورد قرار دارد.

### استدلال پراکندگی‌ها
جغرافیا نیز مانند همهٔ علوم دیگر در پی علت و دلایل پراکندگی‌هاست. بدین جهت پس از انقلاب کمی استدلال یا تحقیق استدلالی جزو مطالعات جغرافیا قرار گرفت که بسیاری آن را جغرافیای علمی نامیدند. البته به کار بردن مفهوم علمی تنها به مطالعات استدلالی درست نیست، زیرا هر دو فرایند توصیف و استدلال تلاش علمی هستند و منجر به نظریه یا دانش علمی می‌شوند. استدلال جغرافیایی استدلال فضایی است یعنی این‌که در توجیه پراکندگی‌ها از رابطهٔ فضایی بین آن‌ها با پراکندگی (های) دیگر استفاده می‌کند. برای استدلال فراوانی سیلاب در شهر تهران به پراکندگی‌های دیگری مانند شدت بارش و شیب زمین و پوشش گیاهی توجه می‌شود. افزایش شدت بارندگی به مقادیر بالای ظرفیت نفوذپذیری خاک، افزایش شیب زمین و کاهش تراکم پوشش گیاهی سبب فراوانی سیل می‌شود. بدین جهت پژوهشگر جغرافیا باید بر اساس معلومات خود و با استناد به نظریه‌های جهانی، پراکندگی‌های موّثر را با اطمینان بالاتری شناسایی کند و رابطهٔ بین آن‌ها و پراکندگی مورد نظر را محاسبه و آزمون کند تا عوامل یا پراکندگی (های) موّثر شناخته شود. پردازش و انجام چنین رابطه‌ای به اندازه‌گیری و محاسبات ریاضی و آماری نیاز دارد، یعنی فرایند تحلیل فضایی. استدلال‌های روش کمی معمولاً با آستانهٔ اطمینان معینی انجام می‌شود. در موارد معمولی این آستانه حدود ۹۵ درصد یا بیشتر است. توجیه پراکندگی رگبارهای آذربایجان با صرف محاسبهٔ رابطهٔ همبستگی آماری آن با میزان رطوبت توده‌های هوا کافی نیست، بلکه باید این همبستگی از طریق پردازش‌های آماری در حداقل اطمینان ۹۵ درصد آزمون و تأیید شود. محقق برای آزمون و تأیید ادعای خود طبق پارادایم اثبات‌گرایی انتقادی فرضیهٔ نفی می‌سازد و می‌کوشد آن را رد کند. در صورت رد شدن فرضیه نفی، ادعای محقق فعلاً تأیید می‌شود، البته با اطمینان ۹۵ تا صد در صد. تأیید فرضیهٔ تحقیق نظریهٔ جهانی را توسعه و گسترش می‌دهد. در صورت رد شدن فرضیهٔ تحقیق باید در جست‌وجوی اصلاح یا جایگزینی نظریهٔ جهانی بود.

### برنامه‌ریزی فضایی
پس از توصیف و استدلال منطقی و درست پراکندگی‌ها و استخراج داده برای نقاط بدون داده، نوبت به کاربرد این دانش در سطح جامعه می‌رسد. به عبارت دیگر، همهٔ مراحل توصیف و استدلال به منزلهٔ تبیین کامل تحلیل فضایی به معرفت یا دانش علمی پراکندگی‌ها می‌انجامد و زمینهٔ کاربرد این دانش علمی را فراهم می‌کند. اکنون جغرافی‌دان باید بتواند دانش خود را در حل مسائل به کار ببرد. این مرحلهٔ کاربردی دانش فضایی در چهارچوب برنامه‌ریزی فضایی صورت می‌گیرد. جغرافی‌دان می‌تواند بر اساس دانش فضایی داشته‌ها و نداشته‌ها مناطق پرمخاطره را شناسایی کند و عوامل خطر را تشخیص دهد. بر این اساس می‌توان اولاً جمعیت انسانی را از مناطق پر خطر دور کرد و ثانیاً می‌توان در توزیع جمعیت یا بهره‌برداری از منابع طبیعت برنامهٔ منطقی و مطابق با شرایط محیط ارائه داد. برنامه‌ریزی فضایی مهم‌ترین و بنیادی‌ترین زیرساخت توسعه و تعالی هر ناحیه است. در صورت اجرای درست آن، همهٔ مخاطرات محیطی مانند گرمایش هوا و خشک‌سالی و قحطی و کم‌آبی از بین می‌رود، زیرا همهٔ انسان‌ها با توجه به توانمندی‌های محیط توزیع شده و فعالیت می‌کنند. در هیچ‌جایی به محیط صدمه وارد نمی‌شود. همه‌جا زندگی در حال تعادل است، در این صورت است که شعارهای کنفرانس ریو + ۲۰ عملی می‌شود و جهان به مدینهٔ فاضله می‌رسد.

## پیوندهای بیشتر
- مجله تحلیل فضایی مخاطرات طبیعی
- مجله علمی برنامه‌ریزی فضایی